# Franck Boidin
Franck Boidin (Hénin-Beaumont, 1972. augusztus 28. –) világbajnok, olimpiai bronzérmes francia tőrvívó, edző.